# Haplodrassus kanenoi
Haplodrassus kanenoi är en spindelart som beskrevs av Takahide Kamura 1995. Haplodrassus kanenoi ingår i släktet Haplodrassus och familjen plattbuksspindlar. Inga underarter finns listade i Catalogue of Life.